# دن هیلدبرند
دن هیلدبرند (انگلیسی: Dan Hildebrand؛ زادهٔ ۱۹۶۲) یک هنرپیشه اهل انگلستان است. وی از سال ۱۹۸۸ میلادی تاکنون مشغول فعالیت بوده‌است.
از فیلم‌ها یا مجموعه‌های تلویزیونی که وی در آن‌ها نقش داشته‌است می‌توان به سرقت در ۶۰ ثانیه، پوآرو، ددوود، لاست، فرزندان آشوب، و اینک نگهبانی او پایان یافت، استخوان‌ها و ملکه‌های جیغ اشاره نمود.